# Armée générale aérienne (Japon)
L'armée générale aérienne (航空総軍, Kōkū Sōgun) est une unité militaire de l'empire du Japon responsable de la défense du pays contre les raids aériens alliés dans les derniers mois de la Seconde Guerre mondiale. Elle est formée en avril 1945 pour mieux coordonner les défenses aériennes du Japon en réponse à l'augmentation des offensives aériennes contre le Japon et dans l'attente d'une invasion américaine du pays. Elle est dissoute après la fin de la guerre.

## Commandants

### Officiers
|   | Nom                     | De           | À              |
| - | ----------------------- | ------------ | -------------- |
| 1 | Général Masakazu Kawabe | 7 avril 1945 | Septembre 1945 |